# Pablo Zibes
Pablo Zibes (* 1971 em Buenos Aires) é um ator de mimo argentino. 

## Leben
Depois de sua formação como ator, entre outros na Escola Municipal de Arte Dramático (EMAD)   em Buenos Aires, Zibes dedicado à pantomima. 
Participou de vários cursos na Argentina e na Europa, como a Escola Teatro Dimitri.  
No decurso de uma viagem que o levou por toda a Europa e Ásia, ele ganhou uma vasta experiência como mímico e artista de rua. Seu trabalho se concentra em Walk act  formulário. Ele pode ser visto em festivais, feiras, televisão e outros eventos.
Pablo Zibes vive em Estugarda. 

## Premiações e honrarias
- Gaukler- und Kleinkunstfestival Coblença[7]
- Bochumer Kleinkunstpreis
- Grazie Mantua Festival, Italia[8]